# جاد غصن
جاد غصن ( الإنجليزية: Jad Ghosn (مواليد 23 آب 1986) صحفي ومراسل أخبار واقتصادي لبناني يحمل توجهات يسارية. عمل في قناة OTV منذ عام 2012 إلى 2013 وفي قناة الجديد منذ عام 2013 إلى 2020.
في عام 2020، وقع عقدًا مع قناة الشرق المملوكة للسعودية،  ولكن تم فصله قبل بداية العمل بسبب تعليقات قديمة قيل أنها تنتقد السلطات السعودية وبيت آل سعود .     ومنذ ذلك الحين يعمل بشكل مستقل على قناته على اليوتيوب .  ومؤخراً بدء العمل في قناة العربي.
في 8 آذار 2022، أعلن جاد غصن عن ترشحه لأحد المقاعد المارونية في الانتخابات النيابية اللبنانية جبل لبنان الثانية - المتن .  خسر الانتخابات بفارق بسيط أمام مرشح القوات اللبنانية رازي الحاج.  وقد استأنف غصن ضد الحاج أمام المجلس الدستوري لكن طلبه قوبل بالرفض.  الفرق بسيط أظهر أنّه كان لدى غصن فرصة حقيقية بالوصول.

## روابط خارجية
- Jad_Ghosnعلى تويتر.
- YouTube channel